# Eleonore Lingnau-Kluge

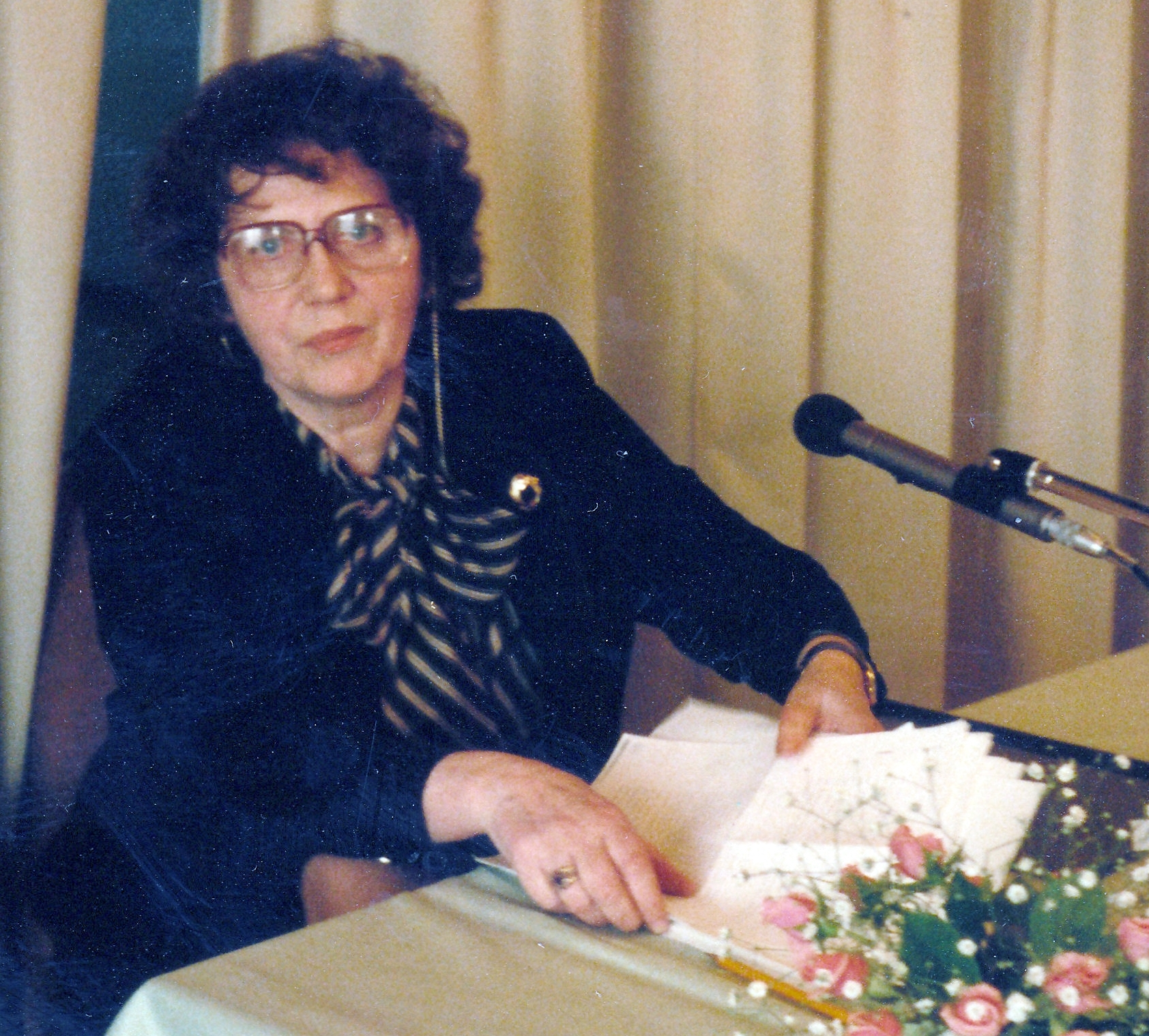
Eleonore Lingnau-Kluge, Ausstellungseröffnung und Lesung Feddersen Stiftung/Hamburg 1986

Eleonore Lingnau-Kluge (* 11. April 1913 in Danzig; † 2003) war eine deutsche Malerin.

## Leben

### Danzig: Jugend, Ausbildung und Flucht
Eleonore Lingnau wurde in einem großbürgerlichen katholischen Elternhaus in Danzig geboren. Mit ihren vier Geschwistern verlebte sie eine unbeschwerte Kindheit. Die Familie pflegte ihren großen Freundeskreis und es wurde viel musiziert. Nach dem Abschluss des Danziger Lyzeums (Marienschule) 1928 begann Eleonore mit dem Studium von Klavier und Laute am Danziger Konservatorium „Heidingsfeld“. Ihre Geschwister wurden als Schauspielerin, Kunstgewerblerin, Apothekerin und Filmtechniker ausgebildet. Alle Kinder hatten freie Hand bei der Berufswahl. Die Hubschrauber-Pilotin Irene Teutloff war eine von Eleonores Schwestern. 
Eleonore Lingnau trat als Geigerin in Konzerten und Rundfunkveranstaltungen auf und begann Mitte der 1930er Jahre eine klassische Ausbildung in Bildender Kunst bei dem Danziger Kunstmaler Stanischewski. In den Kriegsjahren verdiente sie ihren Lebensunterhalt als graphische und technische Zeichnerin in Danziger und in Berliner Forschungseinrichtungen. Anfang 1945 gelang ihr mit viel Glück – sie hatte bereits einen Platz auf dem „Unglücksschiff“ Wilhelm Gustloff gebucht – eine dramatische Flucht über die Ostsee mit der Nautilus.

### Künstlerische Anfänge in Mölln und Hamburg
Die Anfänge ihrer künstlerischen Entwicklung lagen in Mölln und Hamburg. 1946 meldete sie, um wirtschaftlich zu überleben, ein Kunstgewerbe an. Sie erhielt die Anerkennung als selbstständige Kunstmalerin und wurde Mitglied des Berufskünstlerverbandes in Berlin und Hamburg. Ihre ersten Werke waren naturalistische Darstellungen von Landschaften, Portraits und Akte, die sie klassisch aus der Fläche herausarbeitete.
In den Möllner Jahren lernte sie den Graphiker A. Paul Weber kennen, mit dem sie seitdem eine lebenslange Freundschaft verband. Er stellte ihre ersten Holzplastiken in seinem Atelier aus. Bei dem Möllner Bildhauer Karlheinz Goedtke belegte sie Kurse im Modellieren und plastischen Arbeiten. Daraus entwickelte sich eine künstlerische und freundschaftliche Zusammenarbeit.
Um 1950 zog Eleonore Lingnau nach Hamburg und studierte dort zwei Semester an der Hamburger Kunstschule „Alsterdamm“.

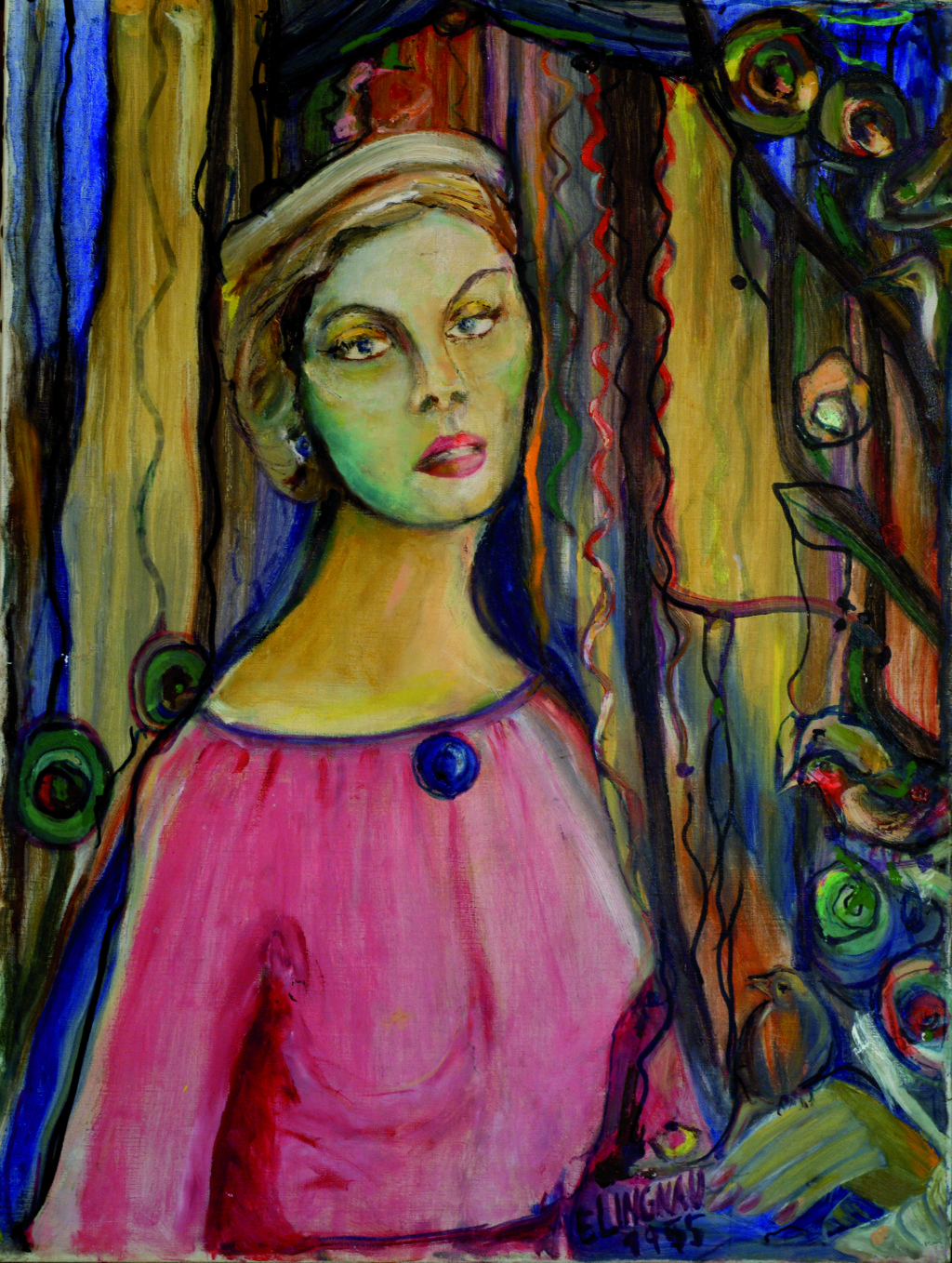
Bild 1: Selbstportrait, 1957, Öl auf Leinwand, 105 × 110
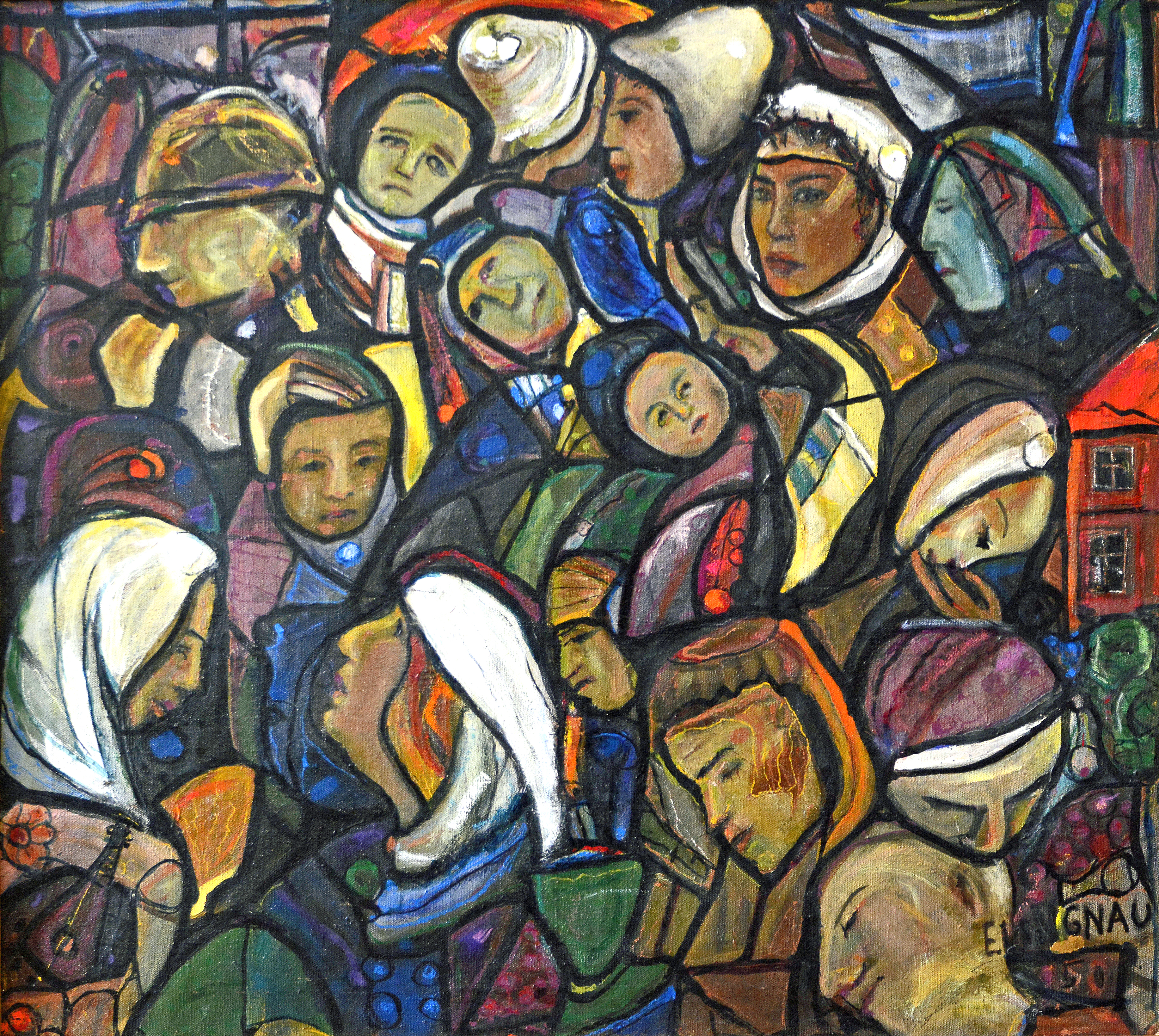
Bild 2: Flüchtlinge, 1950, Öl auf Leinwand, 104 × 110
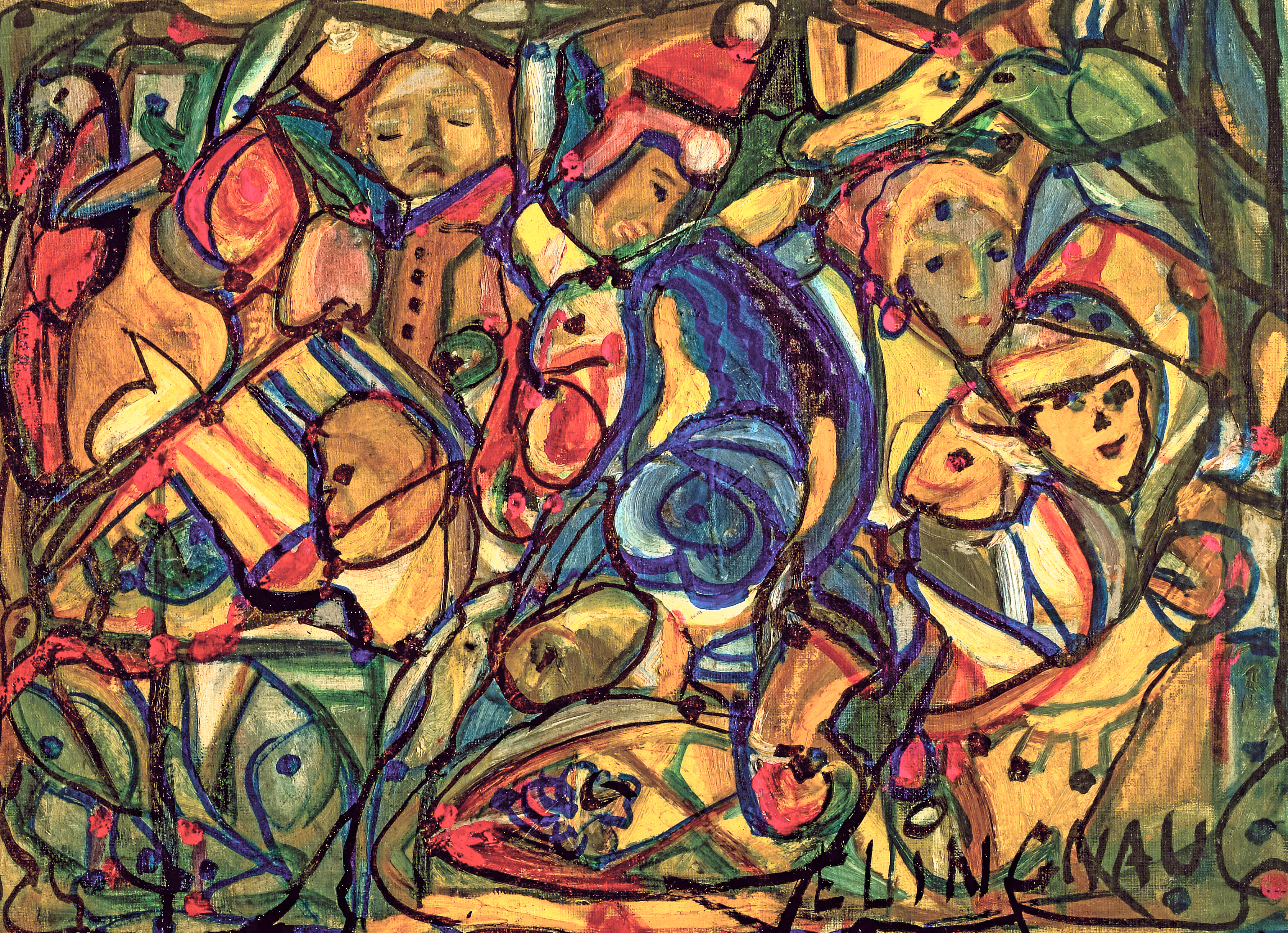
Bild 3: Ostpreußen, 1950, Öl auf Pressholz, 106 × 110

Bild 1: In ihrem 1957 in Öl auf Leinwand gemalten „Selbstportrait“ blickt die Künstlerin den Betrachter selbstbewusst und offen an. Die vorwiegend naturalistische Wiedergabe wird in den Gesichtspartien idealisiert – entsprechend dem damaligen Frauenbild.
Bild 2: In dem großen Gemälde „Flüchtlinge“ von 1950, das inhaltlich an ihre Fluchterlebnisse anknüpft, sind auf engstem Raum zusammengedrängte Menschen zu sehen. Alte, Junge und Kinder – gehüllt in Kleider und Decken. Sie schlafen oder schauen teilnahmslos und verharren in ihrem Schicksal. Durch die gedämpften, stumpfen Farben entsteht eine einheitliche düstere Stimmung. Eleonore Lingnau verzichtete auf die Darstellung von Vorder- und Hintergrund und jede Handlung. Nicht ein einzelnes Schicksal, sondern das gemeinsame Schicksal aller Flüchtlinge stellte sie hier dar. Der Realität entnommen, ihr aber zugleich entrückt. Die das ganze Bild durchziehenden Linien sind Teil der Darstellung und ein Charakteristikum des Werks von Eleonore Lingnau. Das Bild ist seit 2022 im Westpreussischen Landesmuseum Warendorf.
Bild 3: Im Bild „Ostpreußen“ sind die Bezüge zur Wirklichkeit zwar offensichtlich aber grafische Elemente stilisieren die Details. Eleonore Lingnau abstrahierte in ihrer Malerei zunehmend von den Erscheinungen der Realität und der Natur und bewegt sich auf das Phantastische und Mythische zu. Die positiven Resonanzen ihrer Hamburger Ausstellung 1959 inspirieren und bestärken sie in ihrer Entwicklung.

### Berlin: Entwicklungen und künstlerisches Schaffen
Gegen Ende der 1950er Jahre zog es Eleonore Lingnau nach Berlin. In der Zeit des Kalten Krieges setzte sie sich zwar gedanklich intensiv mit den politischen Ereignissen auseinander – davon zeugen unter anderem ihre Gedichte – aber in ihrer Malerei ging sie einen anderen Weg. Sie war fasziniert von dem, was sie als Natur erlebte, von den großen und kleinen Dingen des Alltags, den Geheimnissen der Schöpfung – alles gefiltert und bereichert durch ihre rege Phantasie. Ihre bevorzugten Motive wurden Blumen, Tiere, Köpfe und Gesichter, der seelische Zustand der Menschen und Themen aus der Bibel. Stilistisch liebte sie die malerische Freiheit, einmal eher figurativ, dann wieder abstrakt.
In den 1960er und den 1970er Jahren experimentierte Eleonore Lingnau zunehmend mit unüblichen Malunterlagen. Es entstanden Bilder auf Filz und Hartfaserplatten, auf schaumähnlichen Kunststoffen und Styropor, aber auch auf Rupfen oder nicht grundiertem Leinen. Neben der Ölfarbe verwendete sie z. B. auch Filzstifte, mit denen sich Linien viel feiner und intuitiver ziehen lassen. Künstlerisch wurde sie immer ausdrucksstärker. Sie schaffte ihre wohl konsequentesten Werke, die unter anderem auf Einzelausstellungen in Ancona, London, Paris und Berlin zu sehen waren. 1971 heiratete sie in Berlin den Sprachpsychologen Dr. Helmut Kluge und zeichnete ihre Bilder seitdem mit dem Namen Eleonore Lingnau-Kluge. 1981 starb ihr Mann nach langer betreuungsintensiver Krankheit.

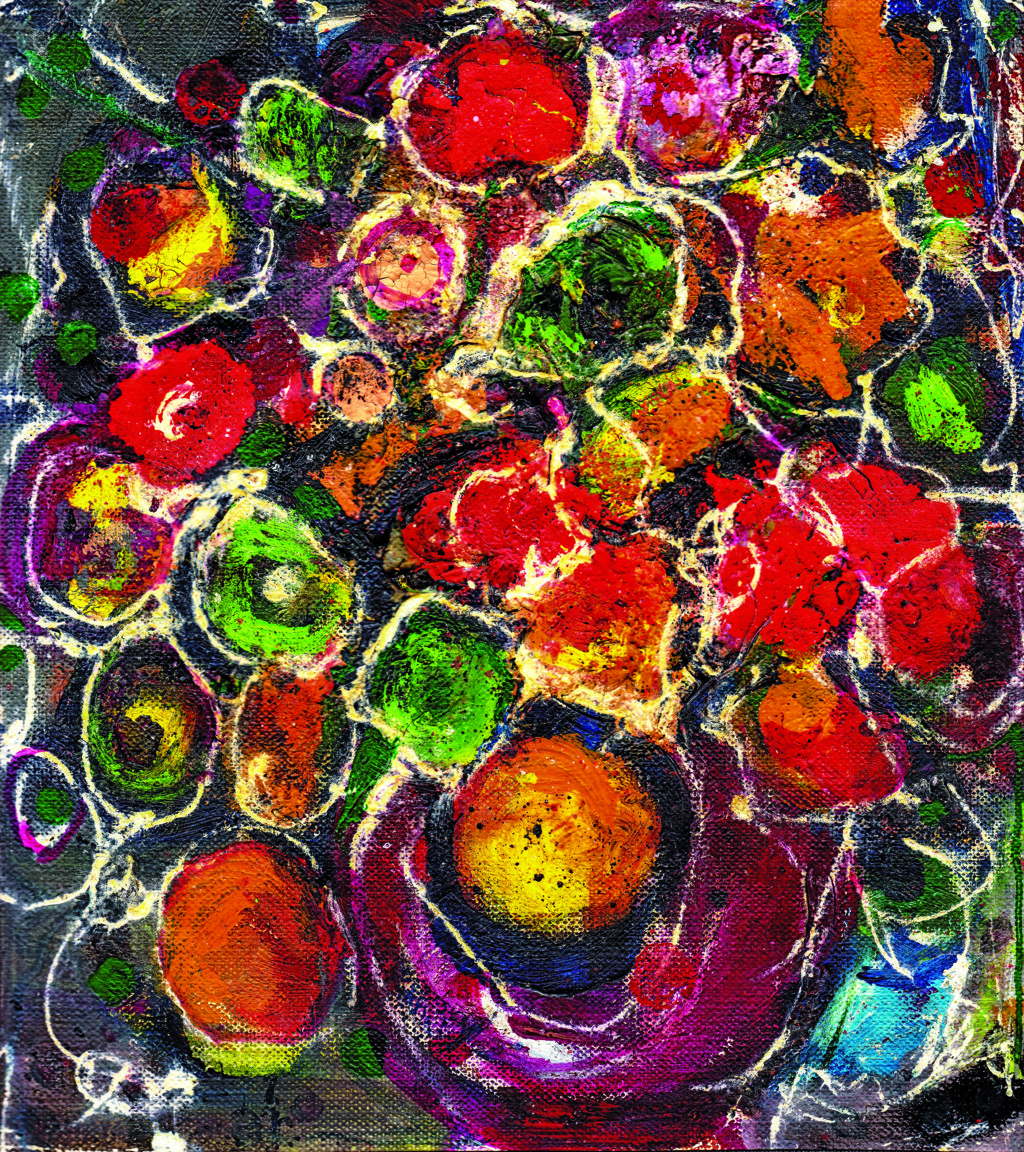
Bild 4: Blumenstrauß, 1960er, Öl auf Leinen, 25 × 23,5
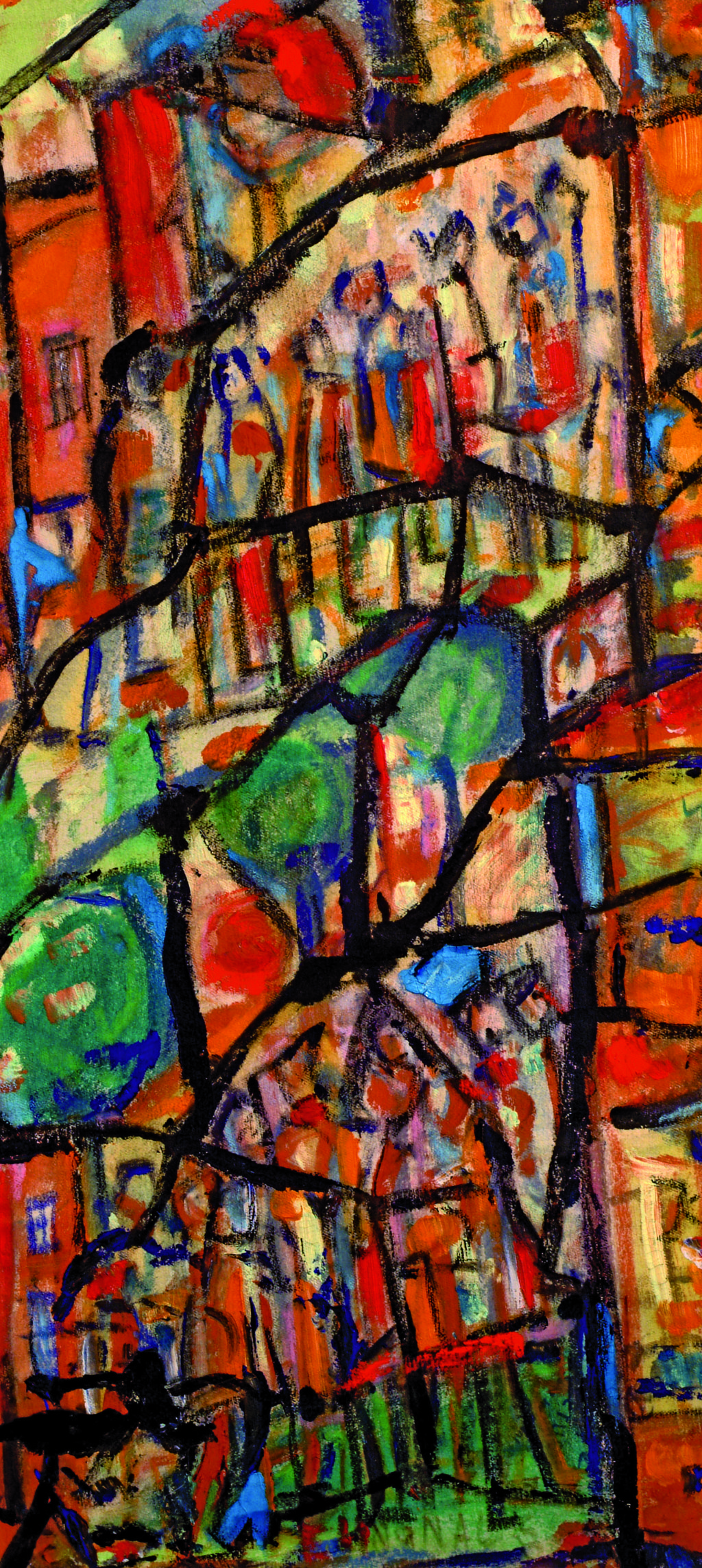
Bild 5: Kirchgang, 1972, Öl auf Leinwand, 63 × 29
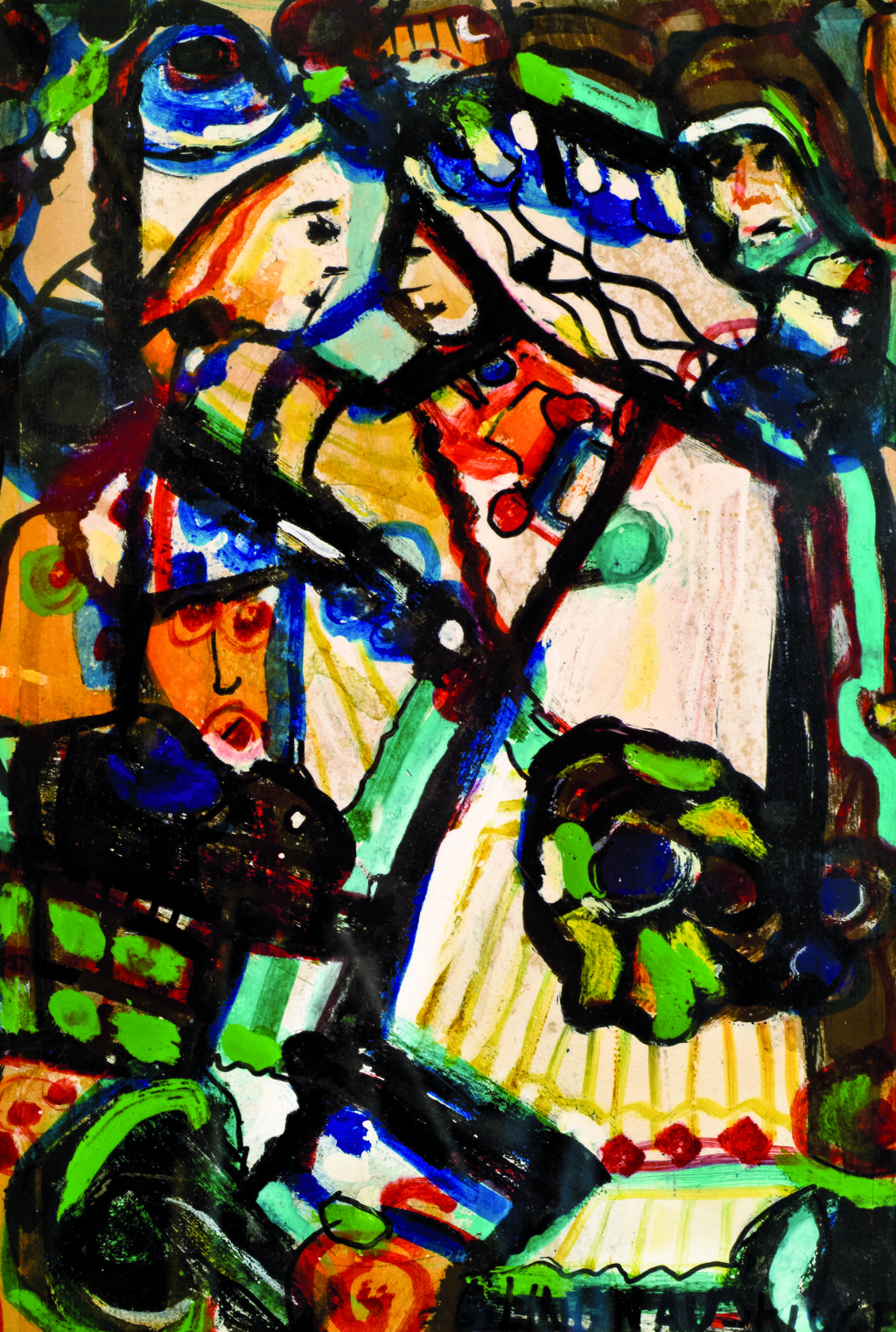
Bild 6: Begegnung der Schwestern, 1977, Öl und Filzstift auf Pappe, 23 × 33

Bild 4: Der „Blumenstrauß“ auf der nur 23 × 25 cm messenden Kunststoffplatte ist eines der wenigen Bilder, in denen die Künstlerin im Bild die Tiefenwirkung von Farben auslotete. Sie blickte von oben auf den Strauß. Es ist mehr ein Werk über Form, Raum und Licht, weniger das Abbild eines Blumenstraußes. Die aufgetragenen Rot-, Orange- und Grüntöne heben die Blüten hervor, hier verstärkt durch weiße Linien, die die ganze Bildoberfläche überziehen.
Bild 5: Religiöse Themen bleiben ein fester Bestandteil ihres Repertoires. Das Hochformat mit den empor- und herabsteigenden Menschenreihen strahlt eine mystische Dynamik aus. Die Farben sind so dünn aufgetragen, dass sich die Formen in der Leinwand aufzulösen scheinen. Ein schwarzes Liniengerüst umspannt das Bildgeschehen wie ein Spinnengewebe. Vielleicht ist das Bild auch eine Metapher für den ewigen Kreislauf vom Werden und Vergehen.
Bild 6: Die „Begegnung der Schwestern“ zeigt zwei sich umarmende Frauen, die eine im Hochzeitsgewand. Im Hintergrund sind zwei Männer zu sehen, halb real, halb maskenhaft angedeutet. Kräftige schwarze Linien zerteilen die geheimnisvolle Szene in einzelne Puzzlestücke. Eleonore Lingnau-Kluge begann damit, dekorative Details zu setzen.
Die ab den 1980er Jahren entstandenen Bilder können dem reifen Werk zugerechnet werden. Sie malte intuitiver und spontaner und wechselte auch von Öl zu Acrylfarben. Viele Bilder entstanden auf Japanpapier. In einem Gespräch mit ihrer Schwester Irene Teutloff erklärte die Künstlerin jetzt ihren Arbeitsprozess: „Ein Gedanke, eine Erinnerung bewegt etwas in mir und gibt den Anstoß. Während das Bild am Entstehen ist, offenbart sich mir der Inhalt“. Dabei entstanden Formen, in denen sie immer wieder Neues entdeckte. Blätter, Blumen, Fabelwesen und Gesichter arbeitete sie mit dünnem Filzstift oder Pinsel stellenweise aus den Farbfeldern heraus.

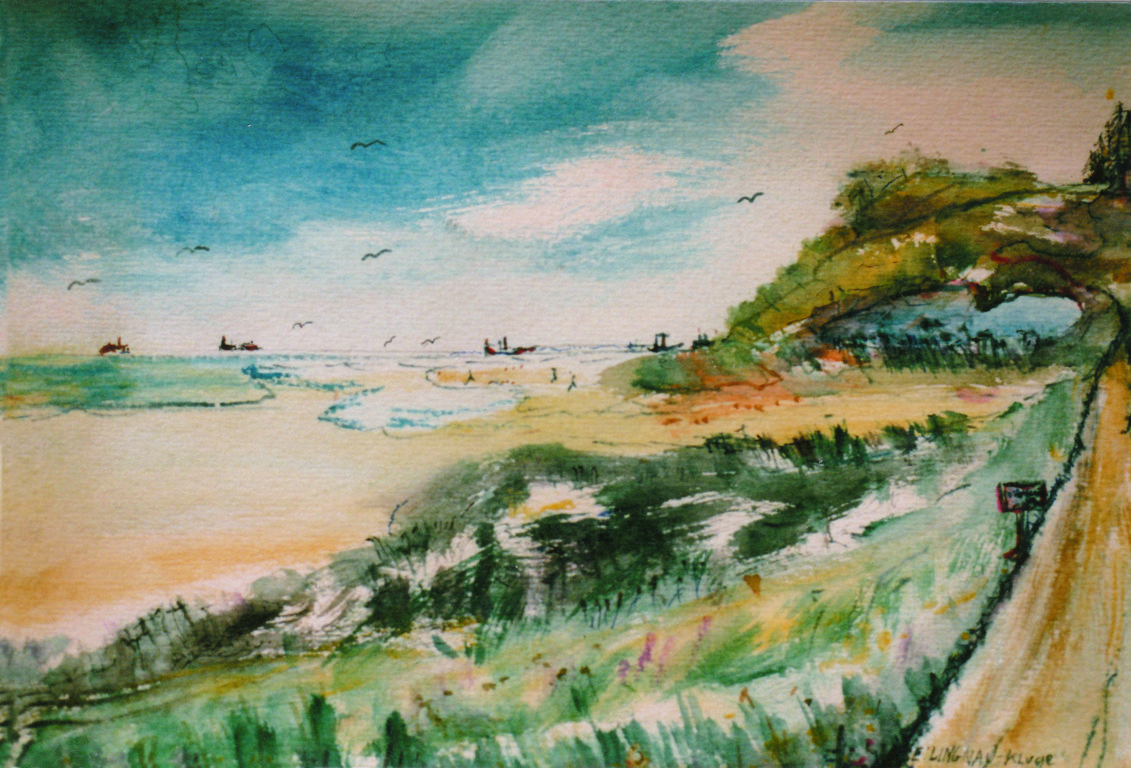
Bild 7: Amrum/Weg zum kleinen See, 1985, Aquarell auf Papier, 24 × 32
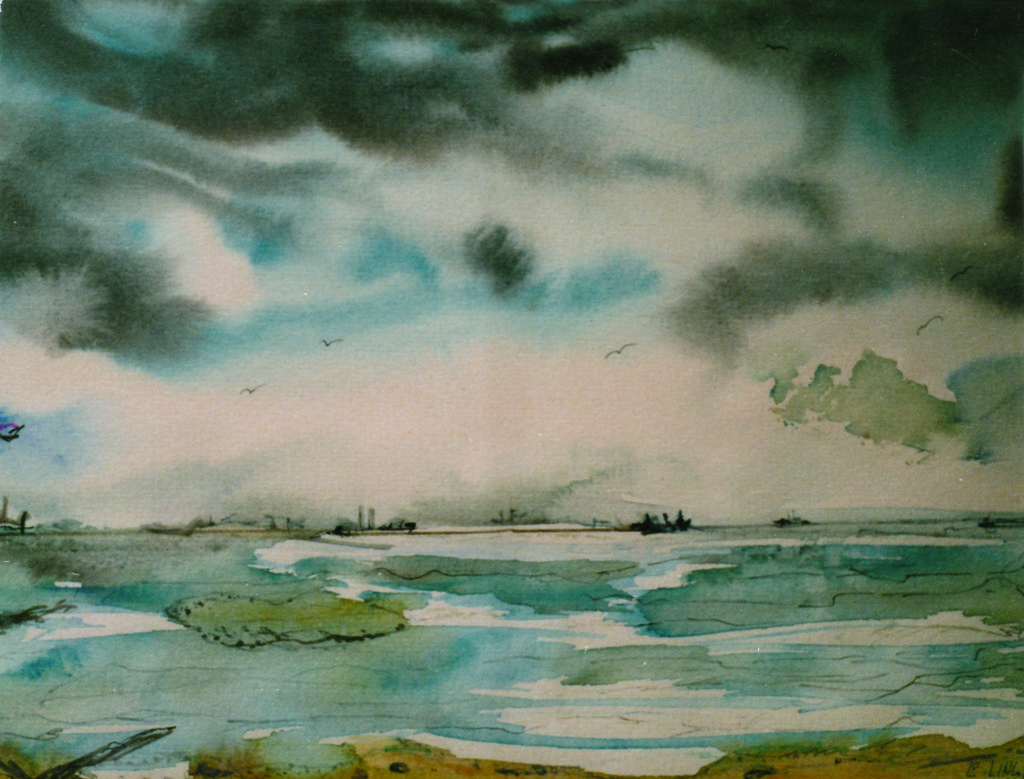
Bild 8: Amrum/Sturm, 1985, Aquarell auf Papier, 24 × 32
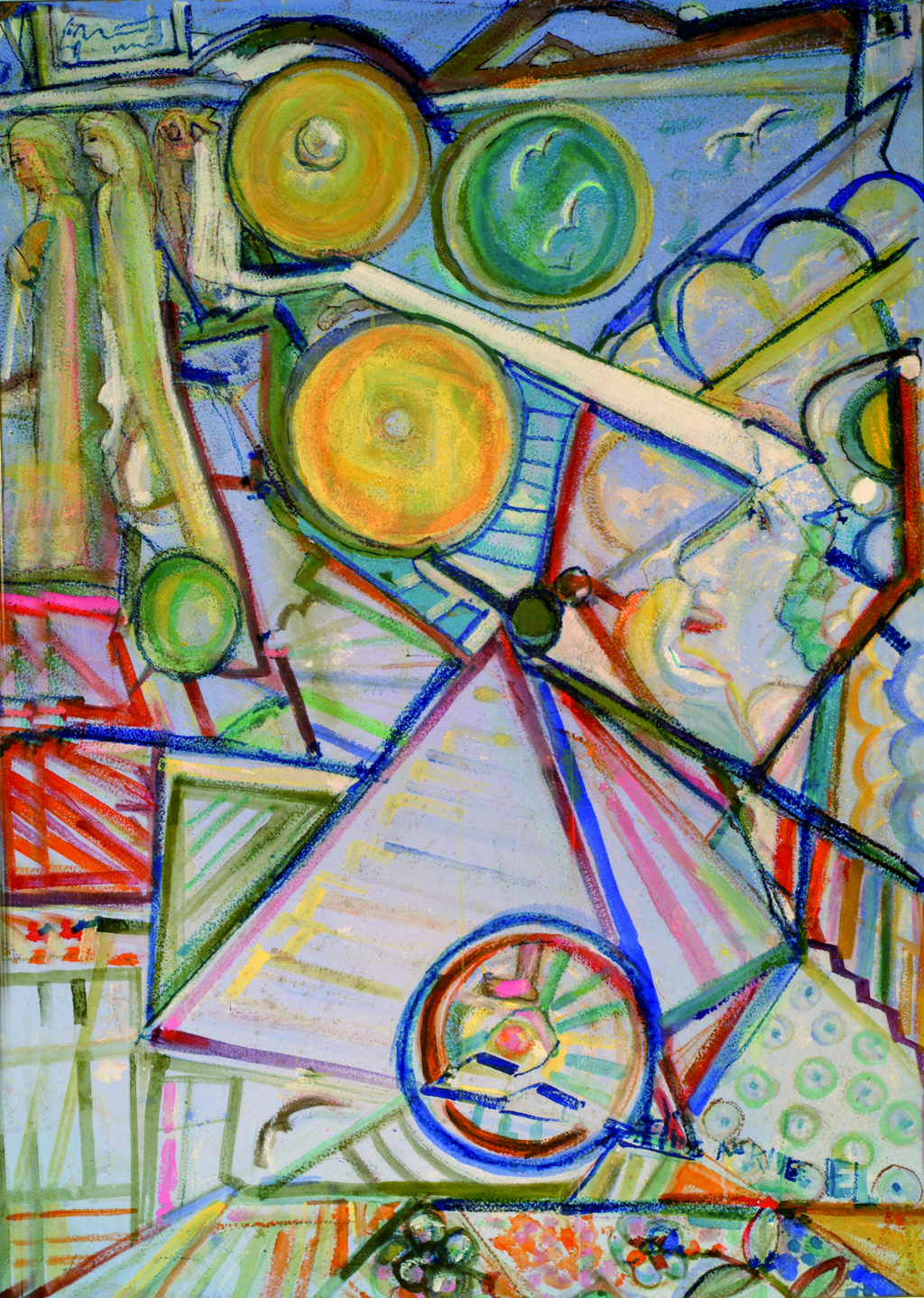
Bild 9: Sternenwunder, 1988, Öl und Filzstift auf Pressholz, 140 × 100
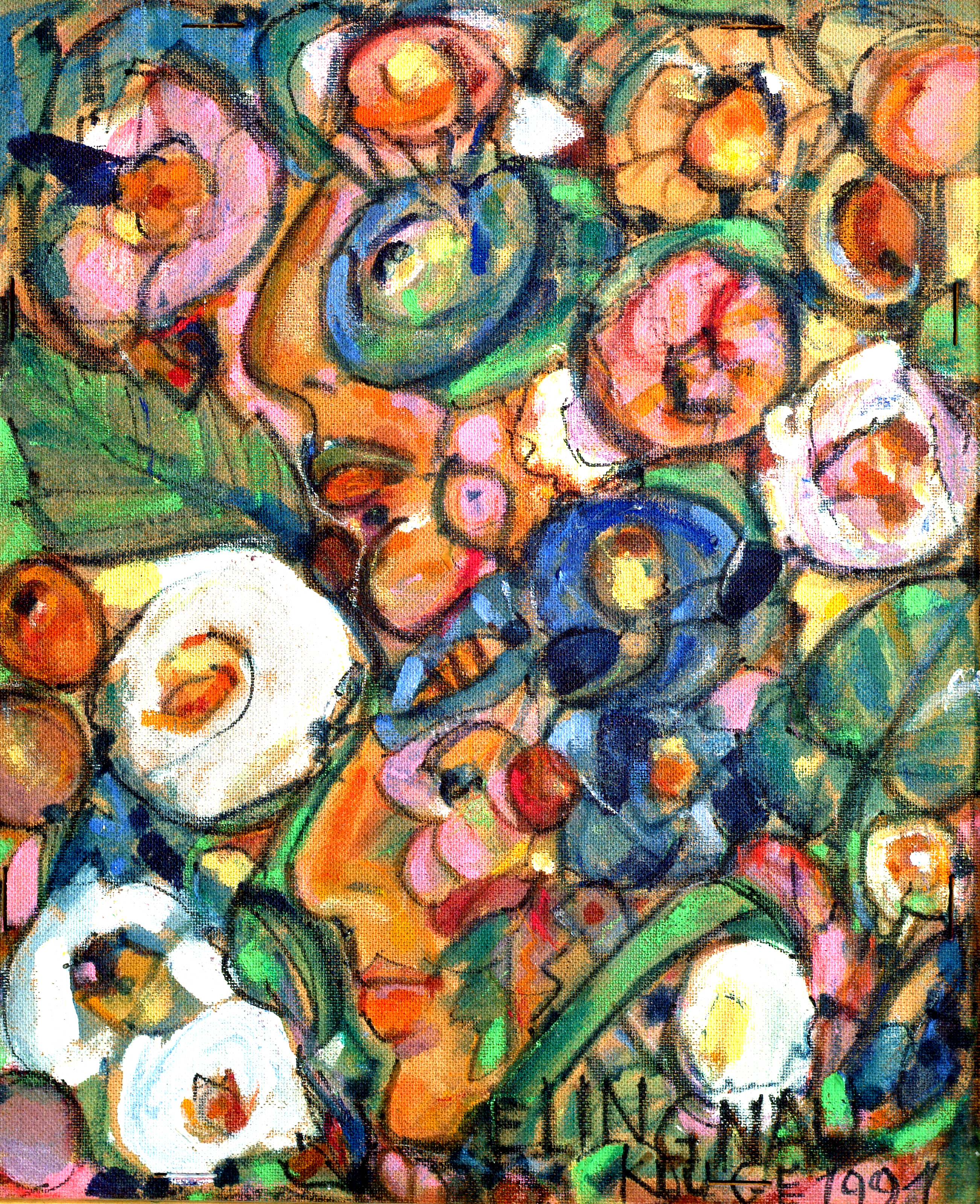
Bild 10: Die Wesenhaften, 1991, Acryl auf Pressholz, 60 × 50

Bild 7, Bild 8: Einige Tage auf Amrum Mitte der 1980er hielt sie in einer Serie von Aquarellen fest. Man spürt ihre Begeisterung, alle Nuancierungen des Lichts auszuprobieren. Dem Himmel gibt sie besonders viel Raum und fängt das typische fahle Licht der Nordsee ein. Bewegung, Wind, Wolken und Farben werden intensiv herausgearbeitet. Das Land scheint das Meer zurückzudrängen. Ihre Amrum-Aquarelle sind mehr als Zeichnungen. Sie können in ihrer komplexen Gestaltung von Licht, Raum und Farbe als Gemälde betrachtet werden.
Bild 9: Einige Bilder dieser Zeit, zu denen auch „Sternenwunder“ gehört, lassen sich stilistisch schwer in ihr Gesamtwerk einfügen und verlassen mit 140 × 100 auch das übliche Format. Die astrologisch interessierte Künstlerin war nachhaltig beeindruckt von einer mystischen Vision am Sternenhimmel. In dem Bild scheinen Gestirne und Wesen miteinander zu verschmelzen, Himmel und Erde werden von leuchtender Energie zusammengehalten.
Bild 10: Typisch für ihr reifes Werk sind vieldeutige Traumbilder mit versteckten Figuren und Gesichtern. Erst nach längerem Betrachten werden in „Die Wesenhaften“ zwei Profile mit geschwungenen Linien und Lippen im Blütenmeer sichtbar. Gleichzeitig verschwinden sie wieder zwischen kräftigen Farbfeldern aus Weiß, Rosa, Grün und Ocker. Dabei setzte die Künstlerin die reinen Farben mit wenig Wasserzusatz und mit wenigen dicken Pinselstrichen.
Dennoch hat sie sich nie auf das halb Phantastische beschränkt. In ihrem Werk finden sich aus dieser Zeit auch viele realistische Beobachtungen aus dem Alltag z. B. Markthändler, Punks, Mütter mit Kindern, Stillleben etc. Eleonore Lingnau-Kluge war ein großzügiger, humorvoller und bescheidener Mensch, den der Austausch mit Freunden, der Familie und der Natur vollkommen erfüllte. Sie mochte keine großen Reisen aber jeder Ortswechsel inspirierte sie.
Neben der Malerei zeichnete und skizzierte Eleonore Lingnau-Kluge im Alter viel. Ihre Zeichnungen erinnern stilistisch daran, dass sie in den 1950er Jahren an einer Schule für Mode- und Gebrauchsgrafik ausgebildet wurde. Anders als ihre Gemälde sind ihre Zeichnungen im Ansatz eher illustrativ.

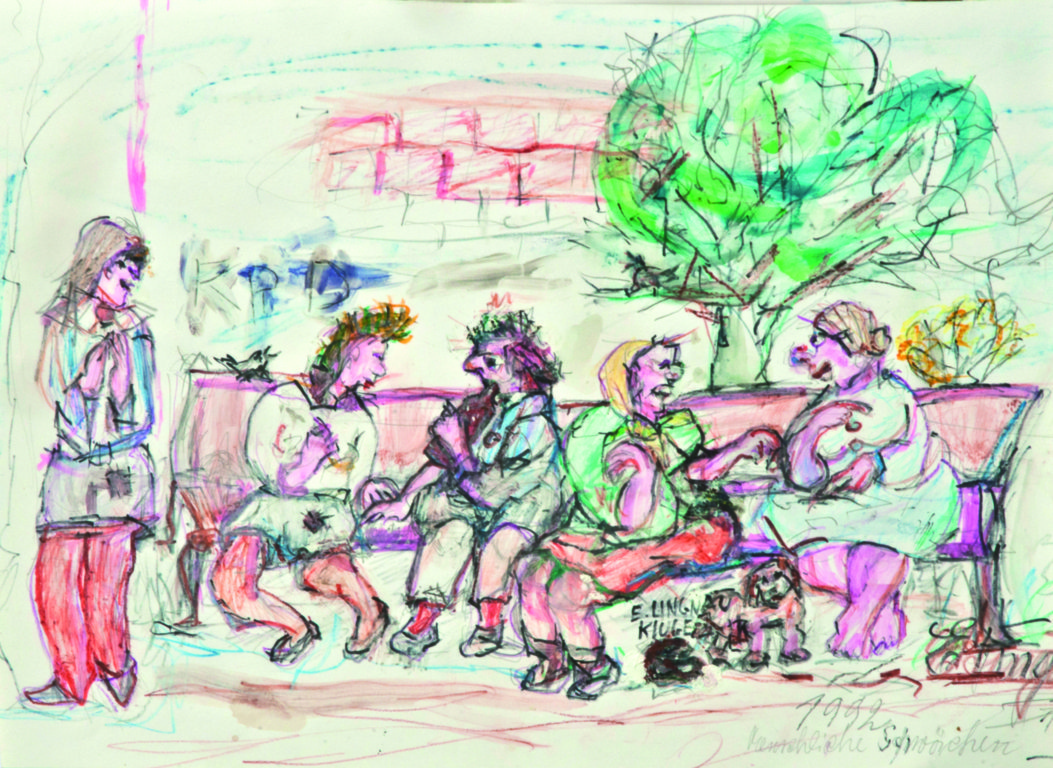
Bild 11: Menschliche Schwächen, 1992, Acryl, Buntstift, Aquarell auf Papier, 21 × 29
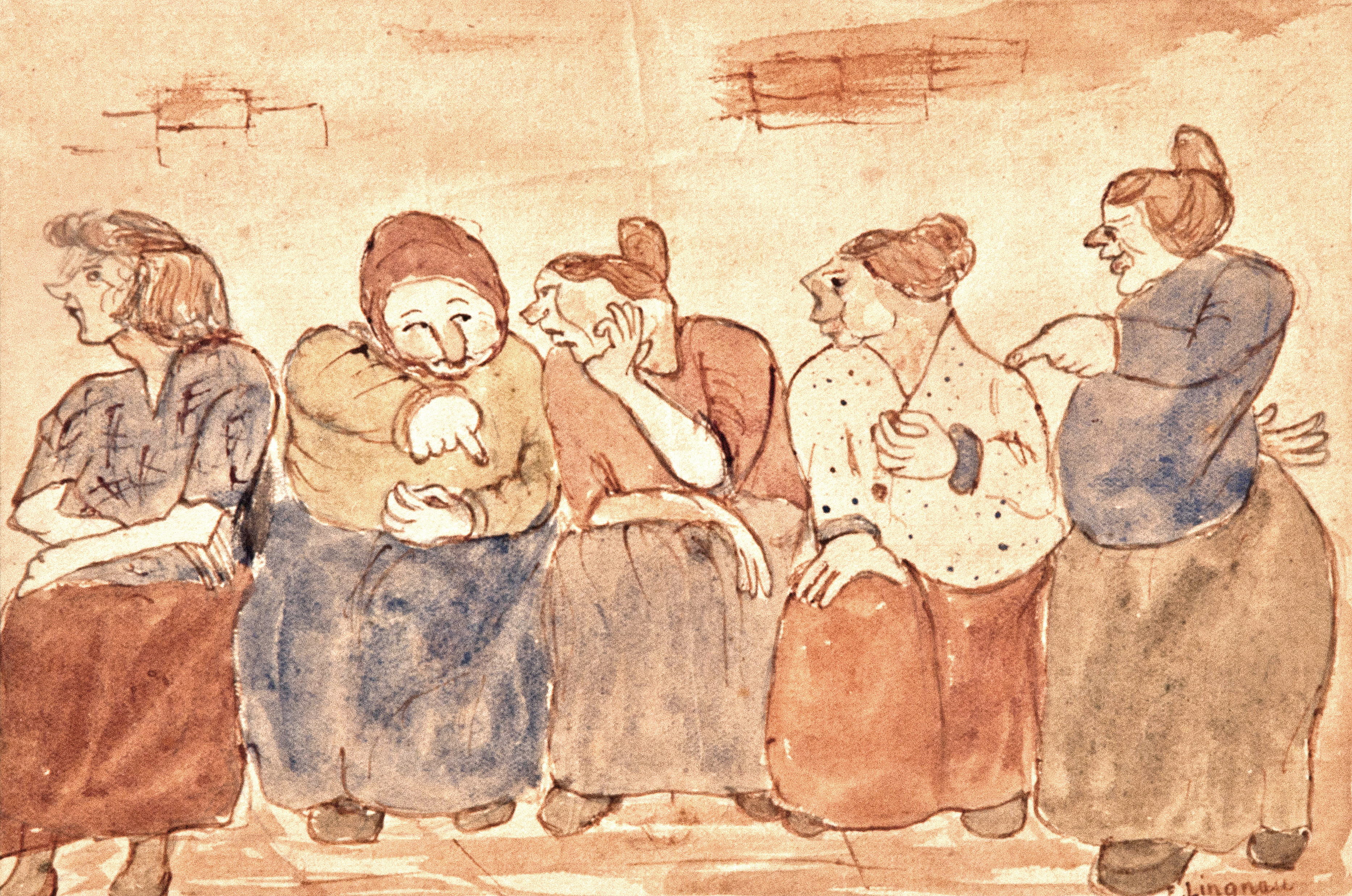
Bild 12: Fünf Klatschtanten, 1946, Aquarell und Tusche auf Papier, 13,5 × 21
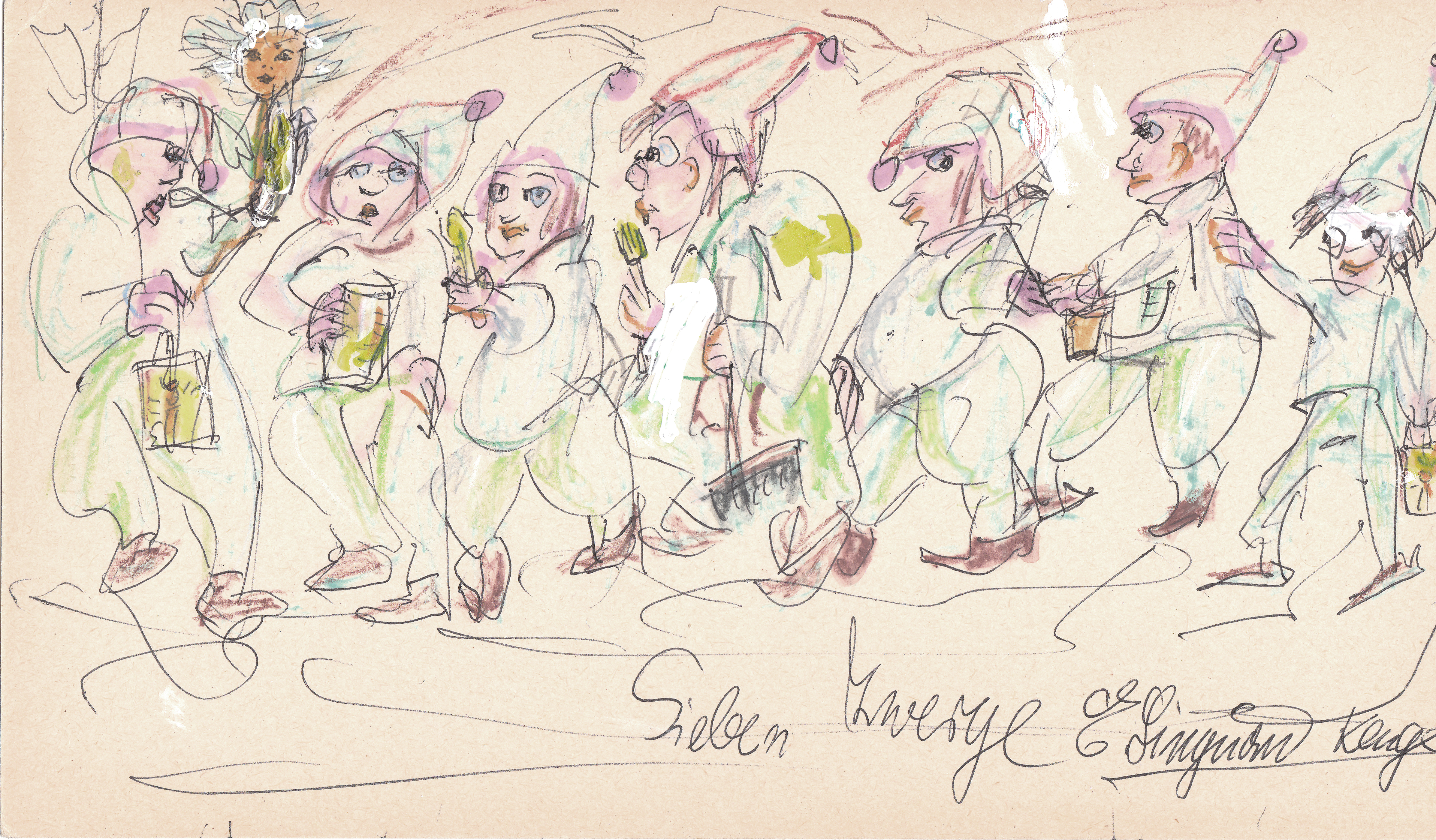
Bild 13: Sieben Zwerge, 1990er, Buntstift, Acryl und Kugelschreiber auf Pappe, 12 × 21
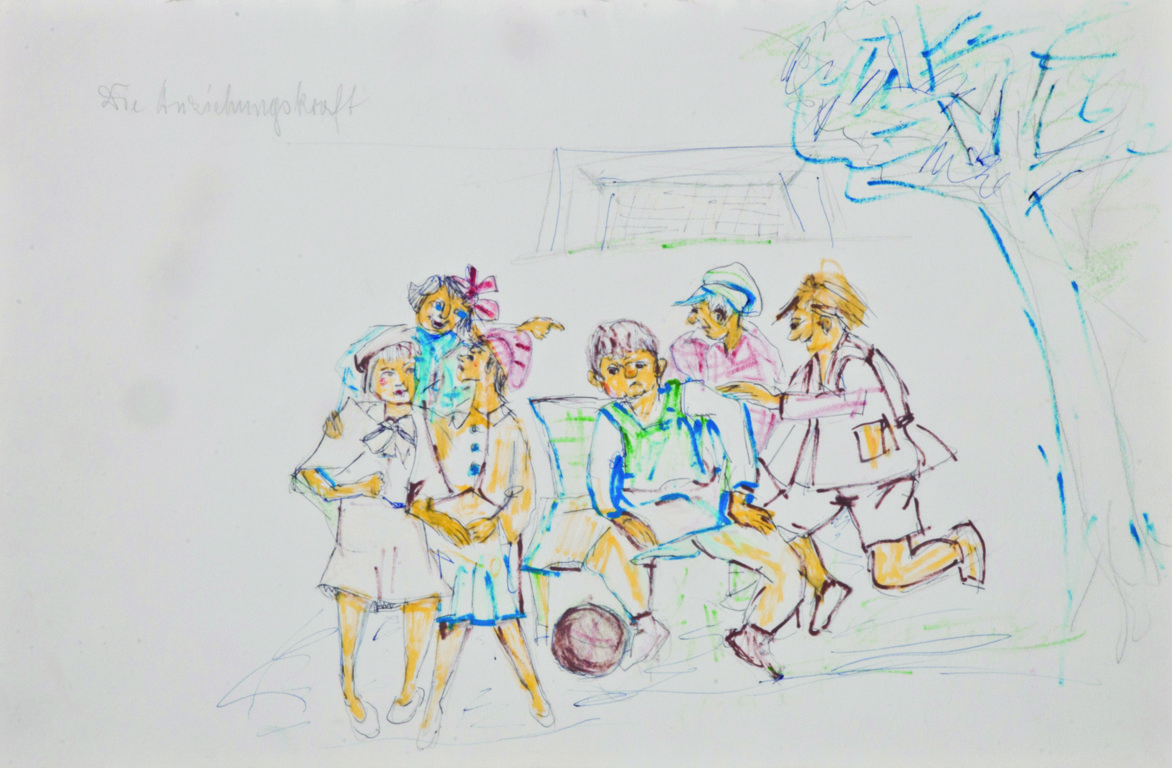
Bild 14: Anziehungskraft, 1991 Acryl und Kugelschreiber auf Pappe, 12 × 21

Von Anfang an beschäftigt sie sich in humorvollen, karikaturähnlichen Zeichnungen mit den Facetten der Kommunikation und des Spiels der Menschen. Szenen wie in „Menschliche Schwächen“, „Anziehungskraft“ und „Fünf Klatschtanten“ sind zwar aus der Distanz beobachtet aber strahlen auch Empathie für die Dargestellten und ihre Schwächen und Gefühle aus.

### Zum Gesamtwerk
Als Eleonore Lingnau-Kluge im November 2003 starb, hinterließ sie etwa 400 Werke, darunter Gemälde, Zeichnungen und Aquarelle, außerdem Skizzen, Holzplastiken und Gedichte. Ihre künstlerische Kreativität gründete auf der eigenen naturverbundenen und spirituellen Sicht auf das Leben. Zunächst kontrolliert, tastend und ernst und mit der Zeit immer gelöster und ruhiger. Ihre Malerei ist im Ursprung zwar figurativ, da sie in der gelebten Wirklichkeit ansetzt. In ihrem Wesen ist sie jedoch mehr nach innen gekehrt. In ihren Bildern schöpfte sie aus einem reichen Fundus an Motiven und Traumszenen, der wie ein Gegengewicht zu den einschneidenden Erlebnissen im frühen Erwachsenenleben der Künstlerin wirkte: Die Vorkriegsjahre ohne Mutter, die traumatischen Kriegserlebnisse, der unverstandene Weg des Vaters, der Verlust der Heimat und der Neubeginn 1945. Diese düsteren Bilder sperrte sie tief in ihr Inneres und förderte sie – abgesehen von wenigen Ausnahmen in den Nachkriegsjahren – nicht mehr sichtbar zutage. Mit dieser Entscheidung eröffnete sie ihrem bildnerischen Schaffen in fast 60 aktiven Jahren Wege in Phantasiewelten und in die Abstraktion.

## Ausstellungen
- 1957 Volksheim e.V. Hamburg
- 1959 Gruppenausstellung zeitgenössischer Malerei, Halle am Schulenbrooksweg, Hamburg-Bergedorf
- 1968 Club A18 des Studentendorfes der FU Berlin
- 1968–1969 Galleria „Europa Arte“, Ancona, 3. Biennale delle Regioni
- 1971 B.H. Corner Gallery, London
- 1977 Galerie Mouffe, Paris
- 1979 Salon Willi Diedrich, Berlin
- 1983 Kleine Orangerie/Schloss Charlottenburg, Berlin
- 1986 Stadtbibliothek Bremen; Feddersen Stiftung, Hamburg
- 2014 Schloss Meyenburg
- 2018 Galerie Mutter Fourage, Berlin; Galerie am Bollwerk, Neuruppin; Galerie Bruno Taut, Berlin
- 2019 Galerie Kunst-Kontor, Potsdam; Schloss Wolfshagen, Prignitz; Urania Potsdam
- 2020–2022 Gotisches Haus, Brandenburg; Reha-Zentrum Seehof, Teltow; Möckernkiez Forum, Berlin
- 2022 Westpreußisches Landesmuseum, Warendorf: Bildübergabe „Flüchtlinge“, 1950

## Preise
- Megaglia e Diploma di menzione, Ancona 1969 Ancona
- Palme d ´Or des Beaux-Arts, 1971 Monte Carlo
- Diploma of Honour, 1971 London, „Participant hors concours“ beim „Grand Prix international paternoster“, London 1971.

## Veröffentlichungen
- Schicksal. Ich bekam ein zweites Leben geschenkt. In: BZ 1992, S. 16.
- Gedichte. In: Doch am Ende dieser Straße. Holzinger Verlag, Berlin 1993.
- Es gibt Tage. In: Stoffwechsel August 1993, S. 45.
- Liebe, der springende Punkt. Holzinger Verlag, Berlin 1996, ISBN 3-926396-39-3.
- Eleonore Lingnau-Kluge 1913–2003. Gemälde, Aquarelle, Zeichnungen. Berlin 2018. ISBN 978-3-00-059999-6.
- Erdachtes - Erlebtes von Eleonore Lingnau-Kluge. Berlin 2020. ISBN 978-3-00-065814-3.

## Artikel
- Klebe/Wieczorek: Bilder der Ausstellung am Schulenbrooksweg. In: Hamburger Abendblatt, 26. Januar 1959.
- Schultz, Michael: Träumerische Visionen in Öl. Zur Ausstellung von Eleonore Lingnau-Kluge in der Kleinen Orangerie vom 30. Juni – 20. Juli 1983. In: Kunstmagazin Nr. 6, 1983.
- o. A.: Träumerische Visionen. In: Neustädter Echo, 28. November 1986.
- Martin, Ulrike: Vieldeutige Traumbilder. In: Berliner Woche, 7. März 2018.
- Rabensaat, Richard: Bilder wie Musik. In: Potsdamer Neueste Nachrichten, 23. März 2019.
- Grote, Lars: Bilder nach der zweiten Geburt. In: Märkische Allgemeine Zeitung, 1. April 2019.
- Beck, Kerstin: Sie zeigt die Schöpfung in all ihren Facetten. In: Märkische Allgemeine Zeitung, 21. Mai 2019.
- Gommert, Natalie: Freude und lebensbejahende Kraft. In: potsdamlife, 2/2019.